# Die große Maus-Show

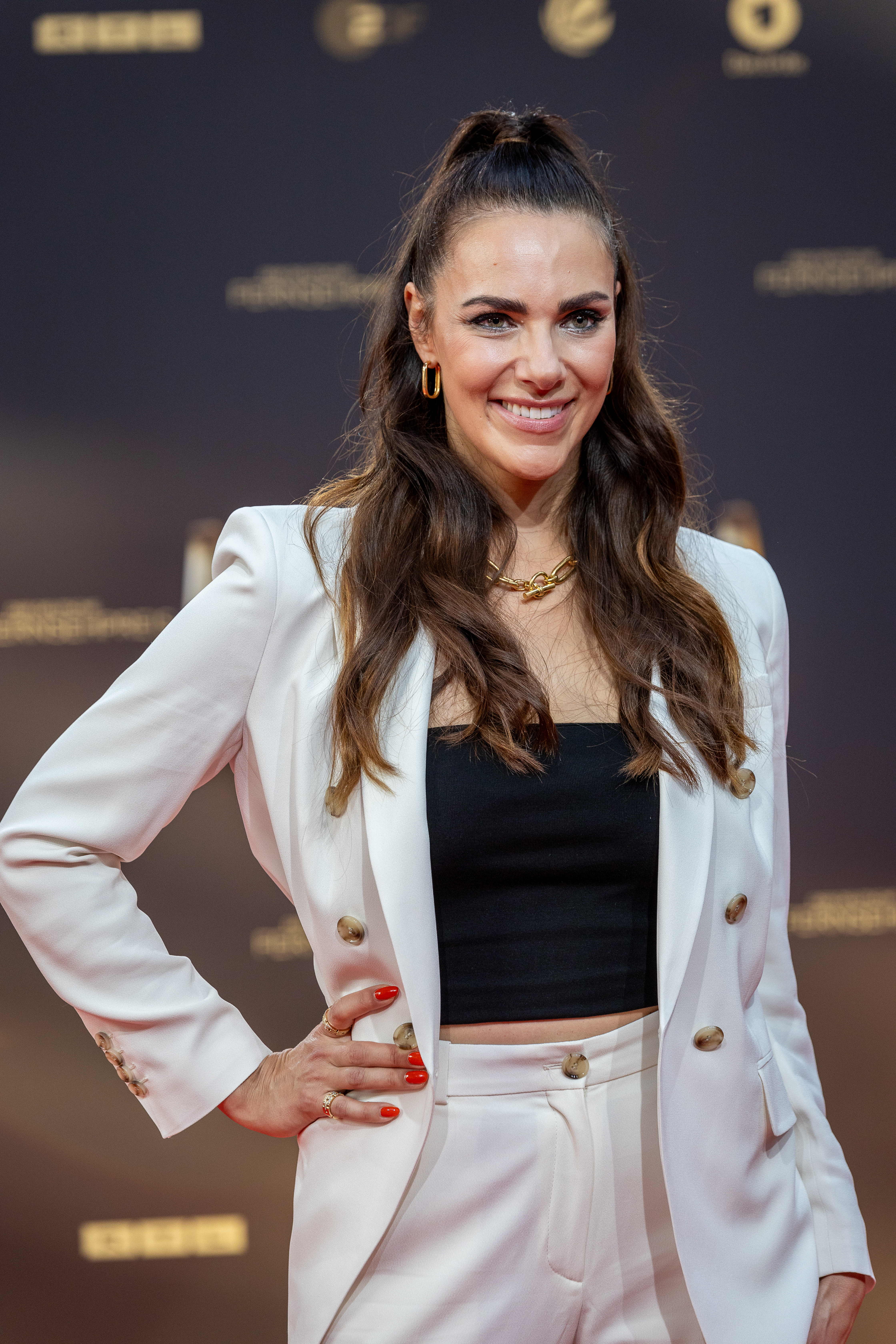
Moderatorin Esther Sedlaczek seit 2023

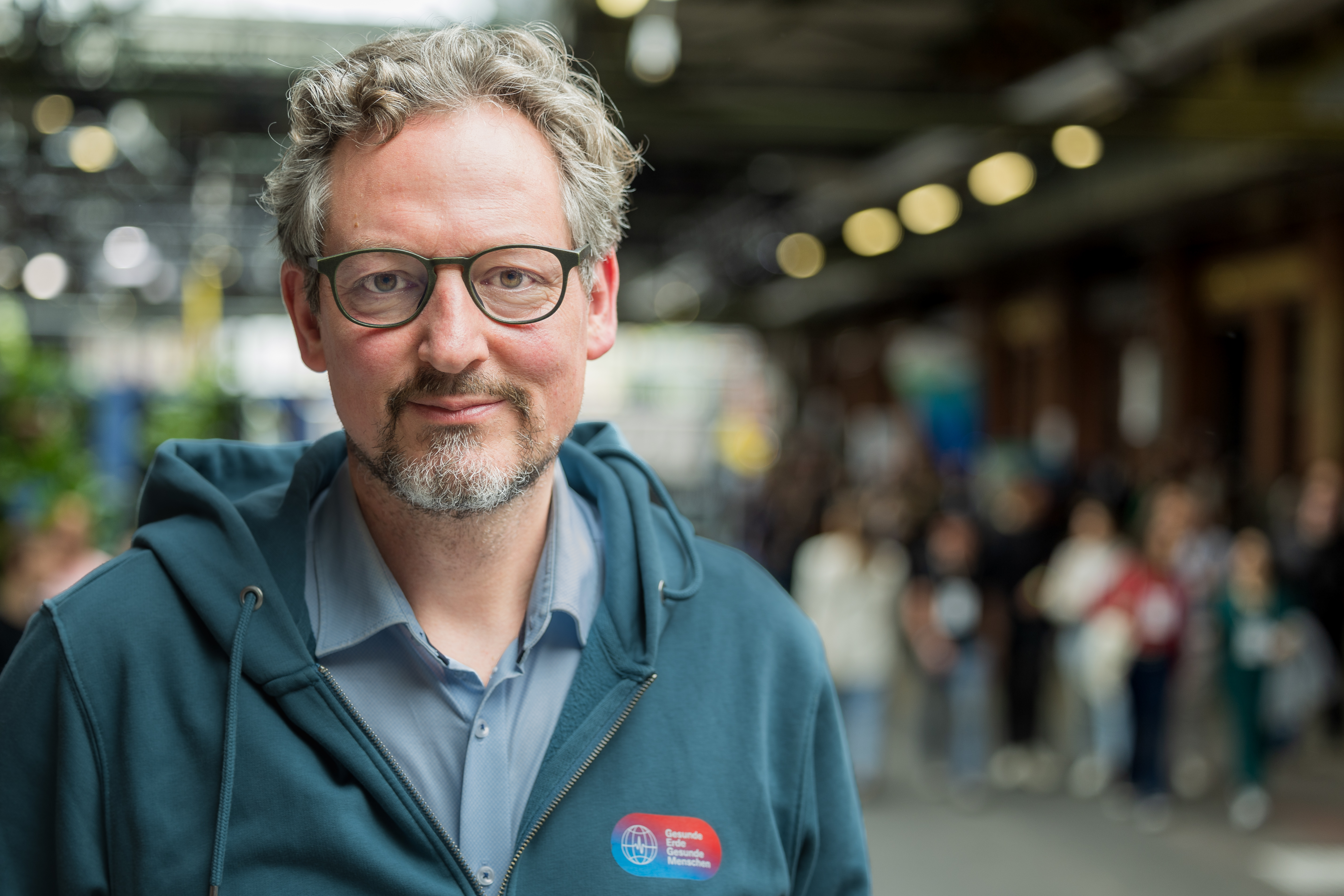
Eckart von Hirschhausen
Moderator von 2010 bis 2022

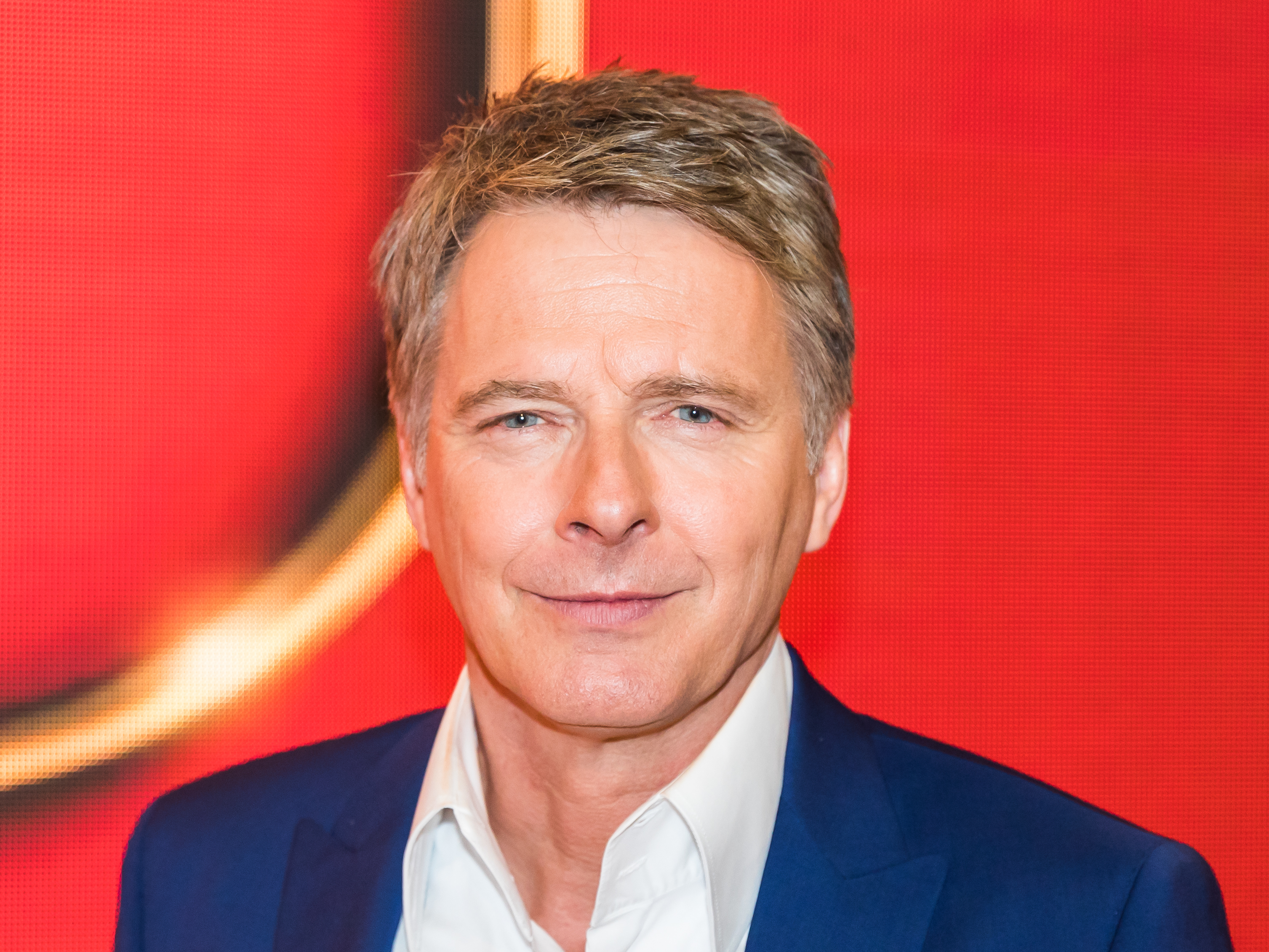
Jörg Pilawa
Moderator von 2006 bis 2009

Die große Maus-Show, bis 2024 Frag doch mal die Maus, ist eine Quizshow der ARD für Kinder und Erwachsene, die seit 2006 im Ersten ausgestrahlt wird.
Die Show erschien im Rahmen der im Mai 2005 durch die Sendung mit der Maus initiierten Aktion „Frag doch mal …“, bei der Kinder aufgefordert waren, Fragen einzuschicken. Einige davon wurden in der Sendung beantwortet. In jeder Ausgabe werden nun weitere von Kindern gestellte Fragen beantwortet. Anwesende Experten sind die Moderatoren der Sendung mit der Maus: Armin Maiwald, Christoph Biemann, Ralph Caspers, seit 2018 Siham El-Maimouni und seit 2023 Laura Kampf. Seit 2015 ist Tom Bartels der Kommentator für diverse Spiele. Die Sendung läuft an mehreren Samstagen im Jahr um 20:15 Uhr. Moderiert wird die Sendung seit 2023 von Esther Sedlaczek. Zuvor führten Jörg Pilawa (2006–2009) sowie Eckart von Hirschhausen (2010–2022) durch die Sendung.
In der Ausgabe vom 30. August 2025 wird Sedlaczek während ihrer Schwangerschaftspause einmalig durch Florian Silbereisen vertreten.

## Konzept
In der Sendung gab es anfangs drei Teams, die jeweils den Figuren aus der Sendung mit der Maus zugeordnet wurden: Team Orange (Maus), Team Blau (Elefant) und Team Gelb (Ente). Jedes Team bestand aus jeweils zwei prominenten Gästen, die Fragen beantworten mussten, und einem Zuschauerblock. Bevor die Frage gestellt wurde, musste das Team die Anzahl der Punkte würfeln, die es für die korrekte Beantwortung der Frage erhielt, pro Frage gab es drei Antwortmöglichkeiten. Um diese Punktzahl zog das Team dann auf dem (computergrafischen) Spielfeld weiter; das Team, das als erstes auf Feld 20 zog, gewann. In der Finalrunde wurden kurze Fragen mit drei Antwortmöglichkeiten gestellt. Jedes Team (der Block und die Prominenten) hatte dann fünf Sekunden Zeit, eine Antwort auszuwählen. Das Team, in dem prozentual mehr Leute auf die richtige Antwort getippt hatten, durfte würfeln. Im Jahr 2011 entfiel das Würfeln, sodass einfach das Team, das die richtige Antwort gegeben hatte, jeweils ein Feld weiterrückte. Seit dem 30. Juni 2012 treten nur noch ein oranges und ein blaues Team mit jeweils drei Promis gegeneinander an. Es werden Fragen mit drei Antwortmöglichkeiten oder Schätzfragen gestellt. Das Team mit der richtigen Antwort oder der besten Schätzung bekommt zehn Punkte.
Weiterhin wird ein „Außen-Experiment“ durchgeführt und eine Frage zu einer Musikeinlage gestellt. Außerdem werden „Sachgeschichten“ aus der Sendung mit der Maus ohne Ton verwendet; dabei müssen die Kandidaten das im Film hergestellte Produkt erraten. Zudem werden drei „Könner-Kinder“ vorgestellt, die außergewöhnliche Dinge können. Die Fähigkeiten werden genannt und die Kandidaten müssen diese den Kindern zuordnen. Es gab auch Einspieler, in denen Käpt’n Blaubär eine Geschichte erzählt, anschließend muss der jeweilige Block mittels Abstimmungsgeräten entscheiden, ob diese Geschichte wahr oder gelogen ist. Des Weiteren müssen die Prominenten Aktionsspiele absolvieren: Das Team, welches diese besonderen Rubriken gewinnt, erhält 30 Punkte. Im Finale wurden noch einmal „Blaubär-Fragen“ gestellt. Die Prominenten müssen sich dabei innerhalb von zehn Sekunden für eine Antwort entscheiden. Ist sie richtig, erhält das Team einen Punkt. Der Gewinner wird ermittelt, indem die bisher erspielten Punkte mit denen im Finale erspielten multipliziert werden. Das Gewinnerteam mit den meisten Punkten gewinnt 25.000 Euro und spendet dieses Geld für einen guten Zweck. Hin und wieder werden die Zuschauer zum Ende der Sendung aufgerufen, etwas für die nächste Sendung vorzubereiten, beispielsweise ein Musikinstrument aus wiederverwertbarem Material herzustellen oder eine möglichst große Sonnenblume zu züchten.
Mitte April 2024 wurde vonseiten des WDR ein „Refresh“ für die Show angekündigt. Fortan tritt die Sendung unter neuem Namen und Logo auf, das Konzept soll jedoch gleich bleiben.

## Entstehung
Am 15. Mai 2005 startete die Sendung mit der Maus die Aktion „Frag doch mal …“, bei der insgesamt über 75.000 Fragen gesammelt und die am häufigsten gestellten festgehalten wurden (s. u.). Im Rahmen dieser Aktion wurde zum ersten Mal die gleichnamige Show im Ersten ausgestrahlt.
Die WDR-Medienforschung gab bei Lothar Mikos von der Hochschule für Film und Fernsehen „Konrad Wolf“ in Potsdam eine Begleitstudie in Auftrag, in der durch Interviews typische Interessengebiete ermittelt werden sollten. Sie ergab, dass sich Kinder im Grunde genommen für alles interessieren und es keine typischen Kinderfragen gibt.
Dies spiegelte sich auch im Fragenspektrum der Aktion „Frag doch mal …“ wider: Die meistgestellte Frage wurde 781-mal gefragt, vereinigte also nur ungefähr ein Prozent der Stimmen auf sich.
Die Top 10 der meistgestellten Kinderfragen
1. Warum ist der Himmel blau?
2. Alles über Maus und Elefanten
3. Wie entsteht ein Regenbogen?
4. Wie funktioniert ein Fernseher?
5. Wie fliegen Flugzeuge?
6. Warum erscheint Meerwasser blau?
7. Was ist Strom?
8. Wie kommt die Musik auf die CD?
9. Wie funktioniert ein Computer?
10. Warum ist die Banane krumm?

## Ausgaben
| Folge | Datum              | Gäste |
| ----- | ------------------ | --- |
| 1     | 8. April 2006      | Petra Gerster, Friedrich von Thun, Ann-Kathrin Kramer, Ralf Schmitz, Andrea Kiewel, Stefan Mross                       |
| 2     | 25. November 2006  | Uwe Ochsenknecht, Wilson Gonzalez Ochsenknecht, Sabine Postel, Cordula Stratmann, Andy Borg, Nina Hagen                |
| 3     | 14. April 2007     | Mirja Boes, Tom Buhrow, Bernd Stelter, Jürgen Vogel, Christine Neubauer, Lambert Neubauer                              |
| 4     | 24. November 2007  | Susanne Holst, Ursula von der Leyen, Bruce Darnell, Marion Kracht, Walter Sittler, Christoph Maria Herbst              |
| 5     | 10. Mai 2008       | Michaela May, Elisabeth Lanz, Kati Wilhelm, Thomas Helmer, Christian Tramitz, Dieter Nuhr                              |
| 6     | 30. August 2008    | Eckart von Hirschhausen, Frank Plasberg, Katrin Müller-Hohenstein, Annette Frier, Jana Ina Zarrella, Giovanni Zarrella |
| 7     | 6. Dezember 2008   | Marc Bator, Sylvie Meis, Anja Kling, Gerit Kling, Thomas Godoj, Mike Krüger                                            |
| 8     | 11. April 2009     | Katharina Schubert, Lena Gercke, Mirja du Mont, Sky du Mont, Ingolf Lück, Atze Schröder                                |
| 9     | 12. September 2009 | Janine Kunze, Christian Neureuther, Sandra Maischberger, Horst Lichter, Fritz Wepper, Sophie Wepper                    |
| 10    | 12. Dezember 2009  | Bettina Tietjen, Jeanette Biedermann, Kai Pflaume, Christoph Maria Herbst, Katja Flint, Oscar Lauterbach               |
| 11    | 8. Mai 2010        | Sven Lorig, Matze Knop, Rosi Mittermaier, Jutta Speidel, Wigald Boning, Lena Meyer-Landrut                             |
| 12    | 25. September 2010 | Frank Elstner, Thomas Elstner, Stefanie Hertel, Smudo, Ulrike von der Groeben, Natalia Wörner                          |
| 13    | 19. Februar 2011   | Barbara Schöneberger, Matthias Opdenhövel, Bettina Zimmermann, Gaby Dohm, Ralf Schmitz, Jan Hofer                      |
| 14    | 14. Juli 2011      | Guido Cantz, Maite Kelly, Hannelore Kraft, Axel Prahl, Herbert Knaup, Frank Plasberg                                   |
| 15    | 12. November 2011  | Mariella Ahrens, Dirk Steffens, Sophia Thomalla, Armin Rohde, Caren Miosga, Jens Riewa                                 |
| 16    | 30. Juni 2012      | Otto Waalkes, Roman Lob, Sonya Kraus, Steffen Hallaschka, Annette Frier, Florian Silbereisen                           |
| 17    | 22. Dezember 2012  | Franziska Schenk, Christian Rach, Collien Ulmen-Fernandes, Bernhard Hoëcker, Wolke Hegenbarth, David Garrett           |
| 18    | 13. April 2013     | Linda Zervakis, Cordula Stratmann, Matthias Opdenhövel, Till Brönner, Anja Kling, Stefan Mross                         |
| 19    | 7. September 2013  | Franziska van Almsick, Sepp Schauer, Rebecca Mir, Til Schweiger, Sandra Maischberger, Gentleman                        |
| 20    | 29. März 2014      | Judith Rakers, Tim Mälzer, Palina Rojinski, Oliver Mommsen, Motsi Mabuse, Matze Knop                                   |
| 21    | 6. Dezember 2014   | Christine Neubauer, Elton, Sonja Zietlow, Johannes Strate, Sky du Mont, Jana Ina Zarrella                              |
| 22    | 18. Juli 2015      | Nelson Müller, Nazan Eckes, Andreas Gabalier, Katrin Müller-Hohenstein, Kostja Ullmann, Mirja Boes                     |
| 23    | 16. Januar 2016    | Michael Kessler, Andreas Bourani, Sabine Postel, Walter Sittler, Jürgen Vogel, Sonya Kraus                             |
| 24    | 9. April 2016      | Guido Cantz, Beatrice Egli, Jorge González, Thomas Heinze, Fernanda Brandão, Wigald Boning                             |
| 25    | 10. Dezember 2016  | Götz Alsmann, Yvonne Catterfeld, Oliver Wnuk, Heiner Lauterbach, Motsi Mabuse, Mark Forster                            |
| 26    | 20. Mai 2017       | Axel Milberg, Judith Milberg, Jeannine Michaelsen, Clueso, Lisa Feller, Fabian Hambüchen                               |
| 27    | 23. Dezember 2017  | Michael Kessler, Mary Roos, Michael Patrick Kelly, Horst Lichter, Annette Frier, Oliver Mommsen                        |
| 28    | 4. August 2018     | Wayne Carpendale, Vanessa Mai, Steffen Henssler, Steffen Hallaschka, Mirja Boes, Hans Sigl                             |
| 29    | 17. November 2018  | Franziska van Almsick, Christian Neureuther, Lisa Feller, Max Giesinger, Sonya Kraus, Henry Maske                      |
| 30    | 23. März 2019      | Dunja Hayali, Wincent Weiss, Annette Frier, Bernhard Hoëcker, Sonja Zietlow, Uwe Ochsenknecht                          |
| 31    | 9. November 2019   | Sven Hannawald, Judith Rakers, Bastian Bielendorfer, Lisa Feller, Mark Forster, Katarina Witt                          |
| 32    | 3. Oktober 2020    | Guido Cantz, Linda Zervakis, Dietmar Bär, Michael Kessler, Enie van de Meiklokjes, Jürgen Vogel                        |
| 33    | 6. März 2021       | Stephanie Stumph, Mark Forster, Barbara Schöneberger, Günther Jauch, Jana Ina Zarrella, Elton                          |
| 34    | 29. Januar 2022    | Wincent Weiss, Marijke Amado, Michael Mittermeier, Marie Bäumer, Heiner Lauterbach, Tahnee                             |
| 35    | 30. April 2022     | Horst Lichter, Beatrice Egli, Jörg Pilawa, Annette Frier, Andreas Gabalier, Esther Sedlaczek                           |
| 36    | 1. Oktober 2022    | Jorge González, Vanessa Mai, Wotan Wilke Möhring, Felix Neureuther, Isabel Varell, Torsten Sträter                     |
| 37    | 20. Mai 2023       | Horst Lichter, Carolin Kebekus, Nico Santos, Mark Forster, Michael Kessler, Nilam Farooq                               |
| 38    | 10. Februar 2024   | Riccardo Simonetti, Annette Frier, Wayne Carpendale, Beatrice Egli, Wincent Weiss, Uwe Ochsenknecht,                   |
| 39    | 31. August 2024    | Felix Neureuther, Annette Frier, Christoph Maria Herbst, Jana Ina Zarrella, Wincent Weiss, Smudo                       |
| 40    | 14. Dezember 2024  | Axel Prahl, Annette Frier, Jan Josef Liefers, Motsi Mabuse, Wincent Weiss, Michael Kessler                             |
| 41    | 5. Juli 2025       | Jan Köppen, Annette Frier, Jens Riewa, Nilam Farooq, Wincent Weiss, Johannes B. Kerner                                 |
| 42    | 30. August 2025    | Jörg Pilawa, Annette Frier, Michael Mittermeier, Motsi Mabuse, Wincent Weiss, Andy Borg                                |

### Specials
| Datum             | Titel der Sendung                 |
| ----------------- | --------------------------------- |
| 24. Dezember 2017 | Die schönsten Weihnachtsmomente   |
| 26. Dezember 2018 | Die besten Momente zu Weihnachten |
| 2. Mai 2020       | Die schönsten Maus-Momente        |

Am 2. Mai 2020 konnte aufgrund der COVID-19-Pandemie keine große Samstagabendshow stattfinden. Deshalb wurde mit den Gästen Annette Frier und Michael Kessler auf vergangene Highlights der Show zurückgeblickt.
Zudem wird wochentags um 7:40 Uhr im Radio auf WDR 2 eine Frage während des laufenden Morgenmagazins beantwortet.

### Jubiläum
Im Rahmen des 50. Maus-Geburtstags wurde die Ausgabe vom 6. März 2021 unter dem Titel „Die große Geburtstagsshow“ ausgestrahlt.

## Besondere Vorkommnisse
- Am Mittwoch, dem 6. Juli 2011, wurde bekannt, dass die geplante Ausstrahlung der Sendung am Samstag, dem 9. Juli 2011, auf Donnerstag, 14. Juli 2011, verschoben wird. Grund dafür war das Viertelfinale der Frauenfußball-Weltmeisterschaft 2011, das sonst parallel gelaufen wäre.[4]
- Am Sonntag, dem 17. Juli 2011 wurde die Sendung vom 14. Juli um 15:35 Uhr im KiKA wiederholt. Bisher war die Sendung immer am Montag nach der Livesendung im Ersten wiederholt worden.[5]
- Die Ausstrahlung der 38. Ausgabe war ursprünglich für den 14. Oktober 2023 geplant. Aufgrund der am selben Tag stattgefundenen Übertragung des Einstandsspiels der Deutschen Fußballnationalmannschaft der Männer unter ihrem neuen Trainer Julian Nagelsmann bei RTL wurde der Sendetermin auf den 10. Februar 2024 verschoben.[6]
- Die Ausstrahlung der 41. Ausgabe war ursprünglich für den 28. Juni 2025 geplant. Aufgrund des Finales der U-21-Fußball-Europameisterschaft 2025, das an diesem Tag von Sat.1 übertragen wurde, wurde der Sendetermin auf den 5. Juli 2025 verschoben.[7]